# Nelson Frazier Jr.
Nelson Frazier Jr. (ur. 14 lutego 1971 w Goldsboro, Karolina Północna, zm. 18 lutego 2014 Memphis, Tennessee) – amerykański wrestler. Bardziej znany ze swych ringowych pseudonimów: Mabel, Viscera, Big Daddy V, King V i występów w World Wrestling Federation / Entertainment (WWF / WWE) w latach dziewięćdziesiątych i dwutysięcznych. WWF World Tag Team Champion, WWF Hardcore Champion oraz zwycięzca turnieju King of the Ring z 1995 roku.

## Kariera
Karierę wrestlera zaczynał w tag teamie The Harlem Knights wraz ze storyline’owym (kayfabe) bratem Bobbym jako Nelson Knight. W lipcu 1993 r. zadebiutował (ponownie w tag teamie z Bobbym) w federacji World Wrestling Federation (WWF). Drużyna otrzymała nową nazwę dla tag teamu Men on a Mission, a także nowe pseudonimy: Nelson otrzymał pseudonim Mabel, a Bobby pseudonim Mo.  Pierwsze tytuły (WWF World Tag Team Championship) drużyna wywalczyła 29 marca 1993 r. podczas house show, który miał miejsce w Sheffield w Anglii, jednak utrzymali to mistrzostwo tylko przez dwa dni.
W połowie 1994 r. Mabel rozpoczął solowe występy, a jego jednym z ważniejszych osiągnięć było zwycięstwo w turnieju King of the Ring w 1995 roku, pokonując kolejno Adama Bomb, The Undertakera i Savio Vegę. Po tym zwycięstwie przyjął nowy pseudonim – King Mabel, a jego menedżer Mo stał się Sir Mo. W styczniu 1996 r. po gali Royal Rumble opuścił federację WWF.
W drugiej połowie lat dziewięćdziesiątych występował w mniejszych federacjach takich jak portorykańska World Wrestling Council (WWC), United States Wrestling Association (USWA) czy Memphis Championship Wrestling (MCW). W lipcu 1998 powrócił do WWF, jednak regularne występy zaczął zaliczać dopiero od gali Royal Rumble (1999). Następnego dnia podczas tygodniowej gali Raw is War został przedstawiony w nowym gimmicku jako Viscera. Frazier stał się częścią stajni The Ministry of Darkness (później The Corporate Ministry) gdzie odgrywał rolę ochroniarza tej grupy, przyjmując jednocześnie mroczny, gotycki wygląd, a także zaczął nosić białe soczewki kontaktowe, fryzurę irokeza oraz czarny ubiór.
W lipcu 1999 r. opuścił stajnię The Corporate Ministry. W kwietniu 2000 r. podczas gali WrestleMania 2000 zdobył kolejny tytuł mistrzowski – WWF Hardcore Championship, jednak utrzymał go zaledwie kilka minut w 15-minutowym Battle Royal matchu złożonym z 13 wrestlerów, gdzie zmiana mistrza mogła następować co chwilę w tym czasie. W sierpniu 2000 r. ponownie opuścił WWF, występując na scenie niezależnej.
We wrześniu 2004 r. ponownie powrócił do federacji WWF, która ówcześnie funkcjonowała już pod nazwą World Wrestling Entertainment (WWE). Otrzymał wtedy kolejny duży feud u boku Trish Stratus przeciwko Kane’owi i Licie – tym samym zmieniono mu również gimmick na World's Largest Love Machine (pol. Największa na świecie maszyna miłości). W nowym gimmicku Frazier zaczął walczyć w ringu w piżamach oraz wykonywał seksualne gesty, stając się po raz pierwszy w swojej karierze protagonistą. Na WrestleManii 22 w kwietniu 2006 r. został zwycięzcą 18-osobowego Battle Royal matchu. Później walczył w tag teamach z Valem Venisem oraz Charliem Haasem jednak nie zdobywał żadnych mistrzostw.
W czerwcu 2007 r. w wyniku draftu uzupełniającego został przeniesiony z Raw do ECW. W lipcu 2007 r. zadebiutował pod zmienionym gimmickiem jako Big Daddy V, gdzie odgrywał rolę ochroniarza Matta Strikera. Następnie występował w tag teamie z Markiem Henrym oraz uczestniczył w feudzie z Kane’em. Po raz ostatni dla WWE zawalczył w marcu 2008 roku, później podczas draftu uzupełniającego w 2008 r. został przeniesiony do brandu SmackDown! jednak nie zawalczył w nim ani jednego starcia. W sierpniu 2008 r. wygasł jego kontrakt z federacją WWE – tym samym wrestler opuścił po raz ostatni tą promocję.
Od jesieni 2008 r. rozpoczął po raz kolejny występy w federacjach niezależnych. Walczył kolejno dla National Wrestling Alliance (NWA), Juggalo Championship Wrestling (JCW) oraz japońskiej promocji Inoki Genome Federation (IGF). Krótko (2010-2011) występował w All Japan Pro Wrestling (AJPW), gdzie występował w stajni Voodoo Murders i gdzie udało mu się sięgnąć po mistrzostwo tag teamowe All Asia Tag Team Championship z japońskim wrestlerem Taru. Ostatni raz w swojej karierze zawalczył w październiku 2013 r. jako Big Daddy V przeciwko René Duprée podczas touru Qatar Pro Wrestling.
Frazier okazjonalnie był również aktorem – wystąpił w filmie akcji pt. Wrong Side of Town (polski tytuł: Niebezpieczna dzielnica) u boku dwóch innych wrestlerów: Dave’a Bautisty i Roba Van Dama.
Zmarł 18 lutego 2014 r. na zawał mięśnia sercowego kilka dni po swoich 43. urodzinach.

## Tytuły i osiągnięcia
- All Japan Pro Wrestling
  - All Asia Tag Team Championship (1 raz) – z Taru
- Great Championship Wrestling
  - GCW Heavyweight Championship (1 raz)
- Memphis Wrestling
  - Memphis Wrestling Southern Heavyweight Championship (1 raz)
- Music City Wrestling
  - MCW North American Heavyweight Championship (1 raz)
- New England Pro Wrestling Hall of Fame – dodany w 2013 roku
- Ozarks Mountain Wrestling
  - OMW North American Heavyweight Championship (1 raz)
- Pro Wrestling Federation
  - PWF Tag Team Championship (2 raz) – z Bobbym Knightem
- Pro Wrestling Illustrated
  - Sklasyfikowany na 49. miejscu z 500 wrestlerów w rankingu PWI 500 w 1995 roku
- United States Wrestling Association
  - USWA Heavyweight Championship (1 raz)
- World Wrestling Council
  - WWC Universal Heavyweight Championship (1 raz)
- World Wrestling Federation
  - WWF Hardcore Championship (1 raz)
  - WWF Tag Team Championship (1 raz) – z Mo
  - King of the Ring (1995)[8]
- Wrestling Observer Newsletter
  - Najgorszy feud roku (Worst Feud of the Year) (2007) vs. Kane
  - Najgorszy tag team (Worst Tag Team) (1999) z Mideonem
  - Najgorsze starcie roku według scenariusza (Worst Worked Match of the Year) (1993) z Mo i The Bushwhackers vs. The Headshrinkers, Bastion Booger i Bam Bam Bigelow na Survivor Series
- Xcitement Wrestling Federation
  - XWF Heavyweight Championship (1 raz)